# K-FORCE
K-FORCE（ケーフォース）は、日本のラッパー、シンガーソングライター、DJ、トラックメイカー。北海道札幌市出身。「K-FORCE Samplate」名義でも活動しており、自身がボーカルを担当する作品とは異なるスタイルの楽曲、特にインストゥルメンタル作品などをこの名義で発表している。

## 来歴
2017年
- 9月、 幕張メッセで開催された第12回高校生RAP選手権 in MAKUHARIでBAD HOPとEINSHTEIN & 言×THE ANSWERのLIVE DJとして出演。BSスカパー! 2017年9月11日放送。

2018年
- 2月、テレビ朝日のフリースタイルダンジョンでEINSHTEIN & 言×THE ANSWERのLIVE DJとして出演。2月26日に放送。
- 8月、レペゼン地球のシングル『ATMでいいから』『合図合図』にトラックメイクで参加。
- 11月、中嶋勝彦にインスパイアされ制作したシングル『KICK START』をデジタル配信。 YouTubeでミュージック・ビデオが公開。

2019年
- 4月、Tajyusaim boyzのEP『スリルドライブ』に全曲プロデュースで参加。[2]
- 11月、自身が手掛けたプロレスリング・ノア所属タッグチームAXIZ(中嶋勝彦・潮崎豪)の入場曲『AXIZ』が収録されたCD「PRO-WRESTLING NOAH THEME ALBUM THE NOAH'S MUSIC-BRAVE 2」がキングレコードより発売[3]。

2021年
- 7月、自身が手掛けた中嶋勝彦の入場曲『KICK START (Extended Mix)』が収録されたCD「NEOGENESIS」がキングレコードより発売[4][5] 。

2023年
- 5月、DJ社長の企画「Hate your life Remix チャレンジ」で最優秀賞を受賞[6]。Repezen Foxxの『XOXO』をリミックスしたミュージック・ビデオを公開。YouTubeで中嶋勝彦の入場曲『KICK START (Extended Mix)』のミュージック・ビデオを公開。

2024年
- 8月、GINTA とODAKEiの楽曲『UCHIDA 1』のオープンバースチャレンジに参加し、TikTokにてリミックスを公開。
- 10月、めざましテレビのパリパラリンピック開幕ナレーションをサンプリングした音楽動画がSNSで話題となり、TikTokにおいて投稿から58日で1,000万回再生を記録（10月26日達成）。

2025年
- 4月、野原ひろしの声真似で知られる社畜系ニート飛龍 kameによる「みさえ、ドアを開けなさい」の音声をサンプリングした音楽動画がSNS投稿が話題となる[要出典]。K-FORCEはK-FORCE Samplate名義でインストゥルメンタル楽曲『ドアを開けなさい (Instrumental) / It's Me, Open Up (Instrumental)』を各種音楽配信サービスでリリースし、日本やアジアを中心に拡散。TikTokの音楽チャートにもランクインし、さらに複数の国でiTunes StoreおよびApple Musicのトップインストゥルメンタルソングチャートに入った。[7]。

## ディスコグラフィ

### シングル
| 発売       | タイトル     | 収録曲       | 発売形態 | 備考                                                                       |
| ---------- | ------------ | ------------ | -------- | -------------------------------------------------------------------------- |
| 2017年4月  | Kontraster   | Kontraster   | 配信     | 作詞・作曲 K-FORCE 国内配信                                                |
| 2018年11月 | KICK START   | KICK START   | 配信     | 作詞 K-FORCE 作曲 K-FORCE×Slenderman 中嶋勝彦インスパイアソング 国内外配信 |
| 2022年12月 | Out of Time  | Out of Time  | 配信     | 作詞・作曲 K-FORCE 国内外配信                                              |
| 2023年8月  | どうでもいい | どうでもいい | 配信     | 作詞・作曲 K-FORCE 国内外配信                                              |
| 2023年11月 | Survivor     | Survivor     | 配信     | 作詞・作曲 K-FORCE 国内外配信                                              |

### 参加作品
| 発売       | タイトル                                                | アーティスト                          | 参加楽曲 | 発売形態             |
| ---------- | ------------------------------------------------------- | ------------------------------------- | --- | -------------------- |
| 2017年10月 | I’m Lovin’ It                                           | 言xTHEANSWER&K-FORCE                  | I’m Lovin’ It (作詞・作曲) | YouTube限定 (未発売) |
| 2018年7月  | 地球アイランド                                          | レペゼン地球                          | 5. ATMでいいから (作曲) 7. 合図合図 (作曲) | CD                   |
| 2018年8月  | AfterSchool                                             | 言xTHEANSWER                          | AfterSchool (作曲) | 配信                 |
| 2018年10月 | リボで買う。                                            | Tajyusaim boyz                        | リボで買う。 (作曲) | 配信                 |
| 2018年10月 | I'm ILL                                                 | DJ IWATAKU                            | 1. Bad Girl / Universal Toshiki, Ten, Strok, K-FORCE (客演) 4. Shithm / K-FORCE feat. Smowmonster (客演)                                           | 配信                 |
| 2018年10月 | Walking My Life                                         | 言xTHEANSWER                          | 1. 所詮 (作曲) 2. Two-time(作曲) 3. After School(作曲) 4. 原宿でOK!!(作曲) 5. STAY(作曲) 6. Walking My Life (作曲)                                 | CD/配信              |
| 2018年10月 | MY LIFE                                                 | Rozetta                               | 1. My name is (作曲) 5. Pride feat. PHONK GEE from JUGGRICH (作曲)                                                                                 | CD                   |
| 2018年11月 | 20snow                                                  | 言xTHEANSWER                          | 20snow (作曲) | 配信                 |
| 2018年11月 | 給料日くらい いいじゃない。                             | Tajyusaim boyz                        | 給料日くらい いいじゃない。 (作曲) | 配信                 |
| 2019年3月  | Two-time feat. K-FORCE & Young SEX                      | 言xTHEANSWER                          | Two-time feat. K-FORCE & Young SEX (客演・作曲) | 配信                 |
| 2019年3月  | もしもし、どうすか？                                    | Tajyusaim boyz                        | もしもし、どうすか？ (作曲) | 配信                 |
| 2019年4月  | スリルドライブ                                          | Tajyusaim boyz                        | 1. リボで買う。 (作曲) 2. 給料日くらい いいじゃない。 (作曲) 3. TWICE (作曲) 4. スリルドライブ (作曲) 5. もしもし、どうすか？(作曲) 6. 季節 (作曲) | 配信                 |
| 2019年5月  | シチュー                                                | PizzaLove                             | シチュー (作曲) | 配信                 |
| 2019年6月  | ゴリラサイズ                                            | 惡Smith                               | ゴリラサイズ (作曲) | 配信                 |
| 2019年11月 | PRO-WRESTLING NOAH THEME ALBUM THE NOAH'S MUSIC-BRAVE 2 | Various Artists                       | 4. AXIZ (作曲) | CD                   |
| 2020年8月  | OSHIRI                                                  | DJ岩TAKU, K-FORCE, Tiny-Tex & LIQUID  | OSHIRI (客演) | 配信                 |
| 2020年10月 | 高嶺の花                                                | DJ岩TAKU, StingRay, K-FORCE & 鵜飼 翔 | 高嶺の花 (客演) | 配信                 |
| 2021年7月  | NEOGENESIS                                              | Various Artists                       | 4. 中嶋勝彦のテーマ KICK START (Extended Mix) (作詞・作曲)                                                                                         | CD                   |
| 2021年8月  | ‘’’2XXX'S TAPE                                          | DJ IWATAKU                            | 2. Oshiri / DJ岩TAKU, Tiny-Tex, LIQUID & K-FORCE (客演) 5. 高嶺の花 / DJ岩TAKU, StingRay, K-FORCE & 鵜飼 翔 (客演)                                 | 配信                 |